# Пуп земли (Кунгур)
Скульптурная композиция «Пуп земли» в Кунгуре установлена на набережной реки Сылвы на улице Карла Маркса у памятника первопроходцам.

## История
Скульптурная композиция была разработана по программе «Кунгур — центр культуры Пермского края». Автором идеи и проекта памятника стал А. Н. Махмудов, а изготовил памятник Пермский фонд скульпторов. Открытие памятника состоялось 24 ноября 2007 г.
«Пуп Земли» представляет собой гранитную полусферу, установленную на наклонном постаменте. Вокруг «пупа» расположена роза ветров, ориентированная по сторонам света. На внешнем круге обозначено расстояние от Кунгура до Перми и мировых столиц (Москвы, Парижа, Токио, Пекина и др.). Местом установки памятника стал перекрёсток семи дорог: здесь пересекаются автомобильные, пешеходные и речные (по реке Сылве) дороги Кунгура.
В 2008 г. памятник стал победителем Интернет-конкурс на самый необычный памятник Пермского края; в 2011 г. получил первое место в конкурсе «Лучший существующий объект туризма ПФО» на Фестивале-презентации «Открой Приволжье» в номинации «Лучший объект монументального искусства».

## См.также
- Географический центр